# 1864年10月30日日食
1864年10月30日日食为一次在协调世界时1864年10月30日出現的日環食。該次日食食分為0.9514，食甚維持5分41秒。

## 概述
這次日食的食分是0.9514，環食維持5分41秒。

## 基本參數
- 類型：日環食
- 食甚資料：
  - 日期：1864年10月30日
  - 時間：15時30分31秒
  - 地點：24S 59W
  - 食分：0.9514
  - 日環食持續時間：5分41秒

## 外部連結
- NASA日食專頁（页面存档备份，存于）（英文）